# Кузьмин, Сергей Васильевич
Серге́й Васи́льевич Кузьми́н (род. 24 июня 1987, Кольчугино, Владимирская область, РСФСР) — российский боксёр-профессионал, выступающий в тяжелой весовой категории. Заслуженный мастер спорта России, выступал за сборную России в конце 2000-х — начале 2010-х годов, на соревнованиях представлял Санкт-Петербург и физкультурно-спортивное общество «Динамо».
Чемпион Европы (2010) и серебряный призёр чемпионата Европы (2013), победитель Всемирных игр боевых искусств (2013), двукратный чемпион России (2010, 2011) и трёхкратный призёр чемпионата России по боксу (2009, 2012, 2014) в любителях.
Среди профессионалов чемпион по версии WBA Inter-Continental (2018—2019) и чемпион Евразии и Океании по версии WBC Eurasia Pacific (2016, 2017) в тяжелом весе.
Лучшая позиция по рейтингу BoxRec — 14-я (январь 2019) и являлся 2-м среди российских боксёров тяжёлой весовой категории, а по рейтингам основных международных боксёрских организаций на лето 2019 года занимал: 5-ю строчку рейтинга WBA, 7-ю строку рейтинга IBF и 15-ю строку рейтинга WBC, — уверенно входя в ТОП-15 лучших тяжеловесов всего мира.

## Биография
Сергей Кузьмин родился 24 июня 1987 года в городе Кольчугино, Владимирская область. Активно заниматься боксом начал в возрасте одиннадцати лет по наставлению отца. Первым тренером Сергея был Романов В. В., потом продолжил подготовку у Машьянова Г. Ю. в спортивном обществе «Динамо».

## Любительская карьера
Первого серьёзного успеха на ринге добился ещё в детстве, в 2001 году возрасте 14 лет стал победителем первенства России среди юношей. Мастер спорта России 2006 года. В 2007 году выиграл серебряную медаль на зимнем чемпионате «Олимпийские надежды». Год спустя стал чемпионом Центрального федерального округа, и на международном турнире памяти Валерия Попенченко. В 2009 году дебютировал уже на взрослом чемпионате России и сразу же выиграл бронзовую медаль, уступив в 1/2 финала будущему победителю данного чемпионата, Ниязу Файзулину. В декабре 2009 года стал победителем Кубка мира по боксу среди нефтяных стран проходившем в Ханты-Мансийске.
Значимым в карьере Кузьмина получился 2010 год. В феврале он принимает участие и завоёвывает золотую медаль на 61-м турнире Кубка Странджа в Болгарии, а затем, являясь пока ещё третьим номером национального первенства, получает высокое доверие руководства Федерации Бокса России и главного тренера сборной Николая Хромова, представлять свою страну на чемпионате Европы в Москве, где становится чемпионом, победив в 1/4 финала олимпийского чемпиона Роберто Каммарелле, а в финале белоруса Виктора Зуева — за это достижение удостоен звания Мастера спорта России международного класса. Осенью того же года становится чемпионом России.
В марте 2011 года на международном турнире «Шелковый путь» в Баку занял второе место. В финальном бою встретился с Магомедом Омаровым. Бой завершился со счётом 1:1 Предпочтение главной судейской коллегии и золотая медаль были отданы Магомеду Омарову. Но в апреле того же года взял реванш у Омарова в 1/2 финала чемпионата России со счётом 9:5, а в финале победил Нияза Файзулина 12:7 и второй раз стал чемпионом России, получил право выступить на чемпионате мира 2011 в Баку, но тем не менее, уже в первом своём матче на чемпионате проиграл марокканскому боксёру Мохамеду Арджауи. В связи с этим поражением и серией удачных выступлений Магомеда Омарова не попадает на выступление в отборочном олимпийском турнире в Трабзоне, куда вместо него отправляют Омарова, где тот занимает первое место и становится обладателем именной лицензии на право выступать на Олимпиаде 2012 в Лондоне.
На чемпионате России в ноябре 2012 года доходит до финала, где встречается с Магомедом Омаровым и уступает ему со счётом 12:6.
В 2013 году на чемпионате Европы в Минске сумел дойти до финала, но в решающем матче уступил азербайджанцу Магомедрасулу Меджидову, получив, таким образом, серебряную медаль. В октябре принял участие на II Всемирных Игра Боевых Искусств 2013 в Санкт-Петербурге, где взял золотую медаль. 2 декабря 2013 года удостоен звания заслуженного мастера спорта России.

## Профессиональная карьера
В ноябре 2014 года дебютировал на профессиональном ринге, в дебютном поединке в первом же раунде нокаутировал представителя Уганды Николаса Бууле.
27 августа 2015 года провёл первый бой в США, победив техническим нокаутом известного американского боксёра Дарнелла Уилсона (25-19-3, 21 KO).
8 апреля 2016 года у Сергея был запланирован бой с перспективным небитым россиянином Владимиром Терёшкиным (18-0-1, 8 KO), но в результате в этот вечер бокса Сергей вышел против опытного немца казахстанского происхождения Константина Айриха (23-15-2, 18 КО), которого Кузьмин досрочно победил техническим нокаутом во 2-м раунде и завоевал вакантный титул чемпиона по версии WBC Eurasia Pacific в тяжёлом весе.
27 ноября 2017 года в Москве (Россия) состоялся бой Сергея Кузьмина с опытным американцем Амиром Мансуром (23-2-1, 16 KO) за вакантный титул чемпиона по версии WBC International в тяжёлом весе. Бой завершился технической ничьей из-за рассечения у обоих боксеров. А в марте 2018 года стало известно, что допинг-проба Амира Мансура после боя дала положительный результат и этот поединок признан несостоявшимся, а техническая ничья аннулирована.

### Бой за титул чемпиона по версииWBAInter-Continental
22 сентября 2018 года в Лондоне (Великобритания) в андеркарте боя «Энтони Джошуа vs. Александр Поветкин» Сергей Кузьмин не нокаутировал, но досрочно победил опытного британца Дэвида Прайса (22-5, 18 КО) ввиду отказа Прайса продолжать бой после 4-го раунда в десятираундовом поединке, попутно завоевав вакантный титул чемпиона по версии WBA Inter-Continental и значительно поднявшись в рейтинге.

### Бой с Мартином Баколе Илунга
12 декабря 2020 года встретился с конголезцем Мартином Баколе Илунга (15-1). Баколе хорошо действовал с дальней дистанции джебом, а Кузьмин лучше смотрелся на ближней дистанции и прибавил во второй половине боя. В результате Баколе победил единогласным решением судей: 98— 92, 97— 93 и 96— 94.

### Бой с Германом Гарсия Монтесом
20 июля 2023 года в Санкт-Петербурге (Россия), досрочно путём отказа противника от продолжения боя после 8-го раунда победил опытного мексиканца Германа Гарсия Монтеса (8-5).

## Бои на голых кулаках
20 сентября 2024 года в рамках турнира «Бойцовского клуба РЕН-ТВ Россия vs США» в Москве дебютировал на голых кулаках в бою против небитого 33-летнего американца Деандре Сэвиджа (6-0 в боксе). Бой шел главным событием вечера. Сэвидж почти сразу упал, держась за затылок. После внушений от рефери он всё же встал и продолжил бой. После первого же плотного попадания от Кузьмина за 30 секунд до гонга американец снова упал — Деандре не смог подняться. Рефери зафиксировал нокаут.

## Статистика профессиональных боёв
В таблице перечислены результаты всех поединков боксёров.
В каждой строке указан результат поединка. Дополнительно номер поединка обозначен цветом, который обозначает итог поединка. Расшифровка обозначений и цветов представлена в нижеследующей таблице.
| Пример | Расшифровка                     |
| ------ | ------------------------------- |
|        | Победа                          |
|        | Ничья                           |
|        | Поражение                       |
|        | Планируемый поединок            |
|        | Поединок признан несостоявшимся |
| КО     | Нокаут                          |
| ТКО    | Технический нокаут              |
| PTS    | Решение судей (по очкам)        |
| UD     | Единогласное решение судей      |
| MD     | Решение большинства судей       |
| SD     | Раздельное решение судей        |
| RTD    | Отказ от продолжения боя        |
| DQ     | Дисквалификация                 |
| NC     | Поединок признан несостоявшимся |

| 22 боя, 19 побед (14 нокаутом), 2 поражения, 1 несостоявшийся. | 22 боя, 19 побед (14 нокаутом), 2 поражения, 1 несостоявшийся. | 22 боя, 19 побед (14 нокаутом), 2 поражения, 1 несостоявшийся. | 22 боя, 19 побед (14 нокаутом), 2 поражения, 1 несостоявшийся. | 22 боя, 19 побед (14 нокаутом), 2 поражения, 1 несостоявшийся. | 22 боя, 19 побед (14 нокаутом), 2 поражения, 1 несостоявшийся. | 22 боя, 19 побед (14 нокаутом), 2 поражения, 1 несостоявшийся.                                                  |
| Бой                                                            | Рекорд                                                         | Дата боя                                                       | Соперник                                                       | Место проведения боя                                           | Раундов, время                                                 | Дополнительно                                                                                                   |
| -------------------------------------------------------------- | -------------------------------------------------------------- | -------------------------------------------------------------- | -------------------------------------------------------------- | -------------------------------------------------------------- | -------------------------------------------------------------- | --- |
| 22                                                             | 19-2 (1)                                                       | 20 июля 2023                                                   | Герман Гарсия Монтес (8-5)                                     | СКА Арена, Санкт-Петербург, Россия                             | RTD 8 (10), 3:00                                               | |
| 21                                                             | 18-2 (1)                                                       | 24 сентября 2022                                               | Тиан Фик (9-1)                                                 | Сибур Арена, Санкт-Петербург, Россия                           | UD 10 (10)                                                     | Счёт: 99-90, 99-92, 97-92.                                                                                      |
| 20                                                             | 17-2 (1)                                                       | 27 мая 2022                                                    | Ричард Ларти (14-5)                                            | Концертный зал «Мир», Москва, Россия                           | KO 1 (10), 2:12                                                | |
| 19                                                             | 16-2 (1)                                                       | 26 ноября 2021                                                 | Игор Адиэл Маседу да Силва (10-0)                              | Телестудия РЕН ТВ, Москва, Россия                              | TKO 10 (10), 2:58                                              | |
| 18                                                             | 15-2 (1)                                                       | 12 декабря 2020                                                | Мартин Баколе Илунга (15-1)                                    | Уэмбли Арена, Уэмбли, Лондон, Великобритания                   | UD 10 (10)                                                     | Счёт: 94-96, 93-97, 92-98. Бой за вакантный титул чемпиона по версии WBC International в тяжёлом весе.          |
| 17                                                             | 15-1 (1)                                                       | 13 сентября 2019                                               | Майкл Хантер (17-1)                                            | Мэдисон-сквер-гарден, Манхэттен, Нью-Йорк, США                 | UD 12 (12)                                                     | Счёт: 110-117 (трижды). Потерял титул чемпиона WBA Inter-Continental (3-я защита Кузьмина) в тяжёлом весе.      |
| 16                                                             | 15-0 (1)                                                       | 9 марта 2019                                                   | Джоуи Давейко (19-6-4)                                         | Верона, штат Нью-Йорк, США                                     | MD 10 (10)                                                     | Счёт: 95-95, 96-94 (дважды). Защитил титул чемпиона WBA Inter-Continental (2-я защита Кузьмина) в тяжёлом весе. |
| 15                                                             | 14-0 (1)                                                       | 24 ноября 2018                                                 | ЛаРон Митчелл (16-1)                                           | Атлантик-Сити, Нью-Джерси, США                                 | TKO 6 (12), 2:37                                               | Защитил титул чемпиона WBA Inter-Continental (1-я защита Кузьмина) в тяжёлом весе.                              |
| 14                                                             | 13-0 (1)                                                       | 22 сентября 2018                                               | Дэвид Прайс (22-5)                                             | Уэмбли, Лондон, Великобритания                                 | RTD 4 (10), 3:00                                               | Завоевал вакантный титул чемпиона WBA Inter-Continental в тяжёлом весе.                                         |
| 13                                                             | 12-0 (1)                                                       | 21 апреля 2018                                                 | Джеремайя Карпенси (15-1-1)                                    | Бруклин, Нью-Йорк, США                                         | KO 6 (8), 1:57                                                 | |
| 12                                                             | 11-0 (1)                                                       | 27 ноября 2017                                                 | Амир Мансур (23-2-1)                                           | ГКЦЗ «Россия», Москва, Россия                                  | NC 3 (12), 2:45                                                | Бой за вакантный титул чемпиона по версии WBC International в тяжёлом весе.                                     |
| 11                                                             | 11-0                                                           | 23 июня 2017                                                   | Малкольм Танн (24-4)                                           | Онтэрио, Калифорния, США                                       | KO 4 (8), 1:19                                                 | Танн в нокдауне дважды в 1-м и по разу в 2-м и 4-м раундах.                                                     |
| 10                                                             | 10-0                                                           | 14 апреля 2017                                                 | Кинан Хикмен (5-1-1)                                           | Оксон-Хилл, Мэриленд, США                                      | RTD 3 (8), 3:00                                                | |
| 9                                                              | 9-0                                                            | 23 февраля 2017                                                | Вацлав Пейсар (11-3)                                           | Нижний Тагил, Россия                                           | TKO 2 (10), 2:58                                               | Бой за вакантный титул чемпиона WBC Eurasia Pacific в тяжёлом весе.                                             |
| 8                                                              | 8-0                                                            | 29 октября 2016                                                | Майк Шеппард (24-19-2)                                         | Арена, Екатеринбург, Россия                                    | TKO 1 (10), 2:58                                               | |
| 7                                                              | 7-0                                                            | 8 апреля 2016                                                  | Константин Айрих (23-15-2)                                     | УСК «Крылья Советов», Москва, Россия                           | TKO 2 (10), 2:17                                               | Завоевал вакантный титул чемпиона WBC Eurasia Pacific в тяжёлом весе.                                           |
| 6                                                              | 6-0                                                            | 18 февраля 2016                                                | Родни Эрнандес (9-3-1)                                         | The Hangar, Коста-Меса, США                                    | UD 10 (10)                                                     | |
| 5                                                              | 5-0                                                            | 13 ноября 2015                                                 | Иренеу Беату Коста Жуниор (18-5-0)                             | Академия бокса, Москва, Россия                                 | KO 3 (10), 2:21                                                | Коста Жуниор в нокдауне в 1-м и 2-м раундах.                                                                    |
| 4                                                              | 4-0                                                            | 27 августа 2015                                                | Дарнелл Уилсон (25-19-3)                                       | The Hangar, Коста-Меса, США                                    | TKO 4 (8), 2:57                                                | В 4-м раунде Уилсон повредил руку.                                                                              |
| 3                                                              | 3-0                                                            | 22 июня 2015                                                   | Марсело Луис Насименто (17-9-0)                                | Академия бокса, Москва, Россия                                 | UD 8 (8)                                                       | Счёт судей: 77/76, 80/73, 80/72.                                                                                |
| 2                                                              | 2-0                                                            | 1 марта 2015                                                   | Эмилио Эзекиль Сарате (18-13-3)                                | Академия бокса, Москва, Россия                                 | UD 6 (6)                                                       | Сарате в нокдауне в 6-м раунде. Счёт судей: 60/53 (все).                                                        |
| 1                                                              | 1-0                                                            | 18 октября 2014                                                | Николас Бууле (3-0-0)                                          | Лужники, Москва, Россия                                        | KO 1 (6), 1:47                                                 | Бууле был в нокдауне в 1-м раунде. Профессиональный дебют.                                                      |
| Бой                                                            | Рекорд                                                         | Дата боя                                                       | Соперник                                                       | Место проведения боя                                           | Раундов, время                                                 | Дополнительно                                                                                                   |